# 打孔帶

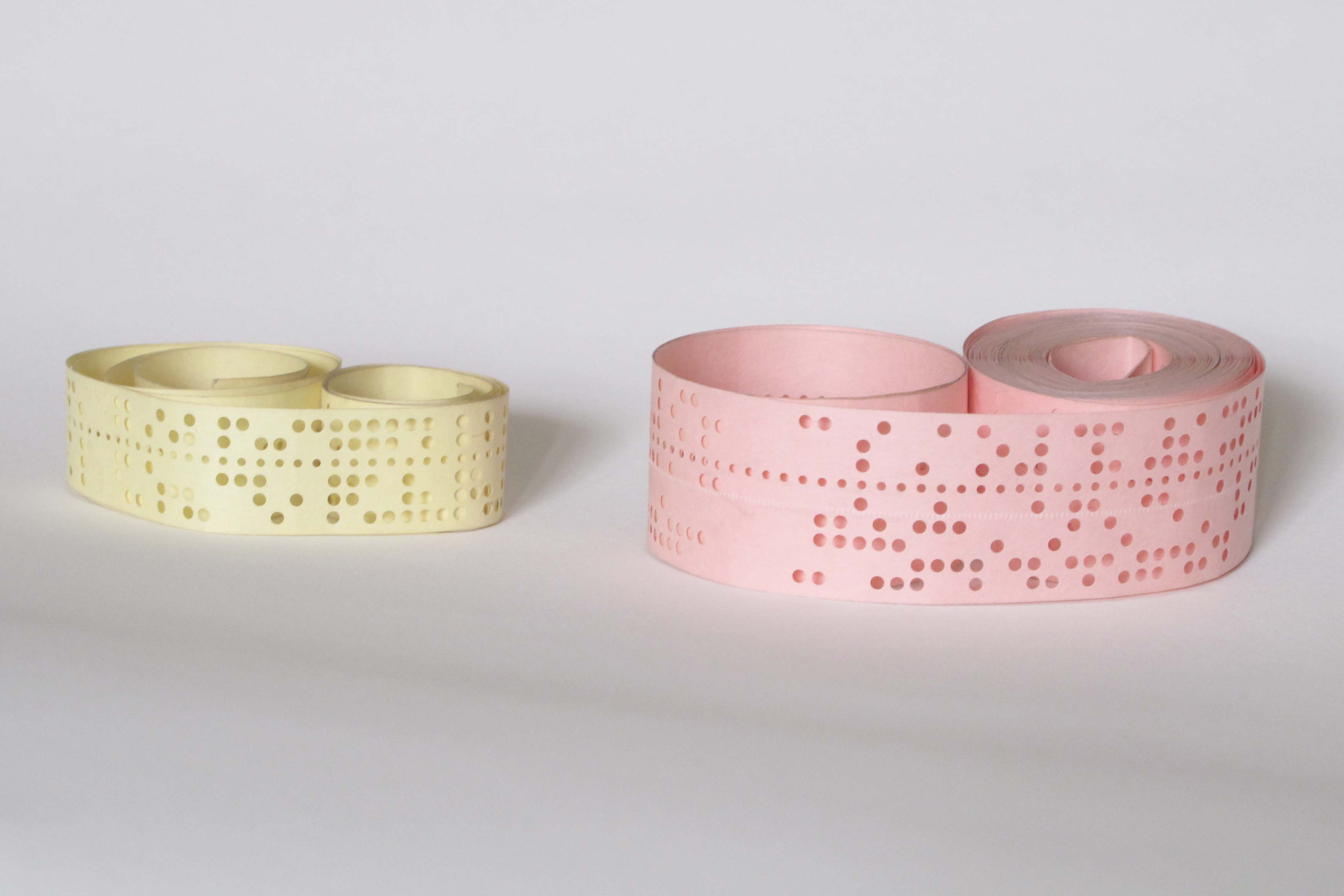
五孔與八孔的打孔帶

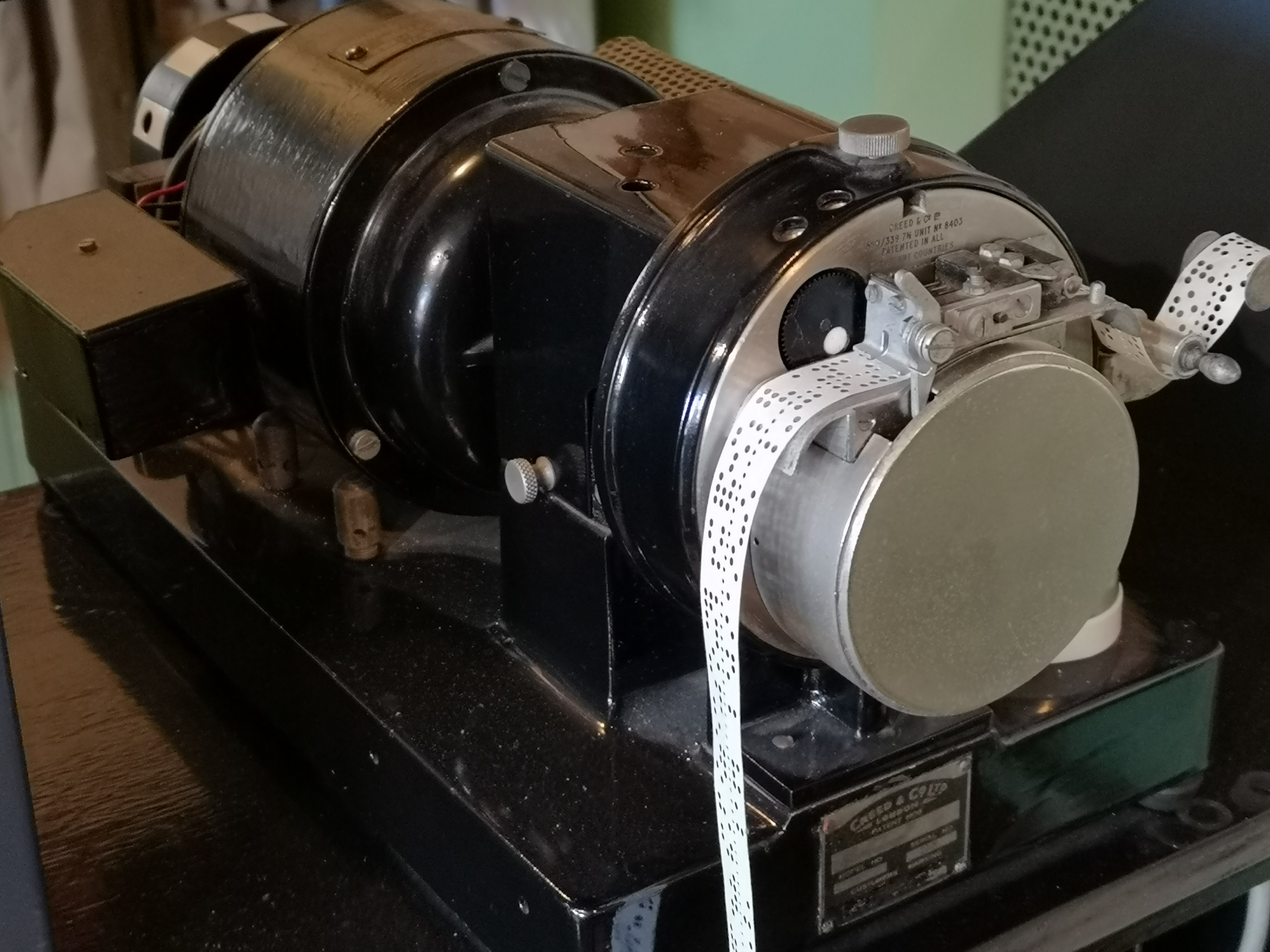
Creed型號6S/2的五孔紙帶讀取器

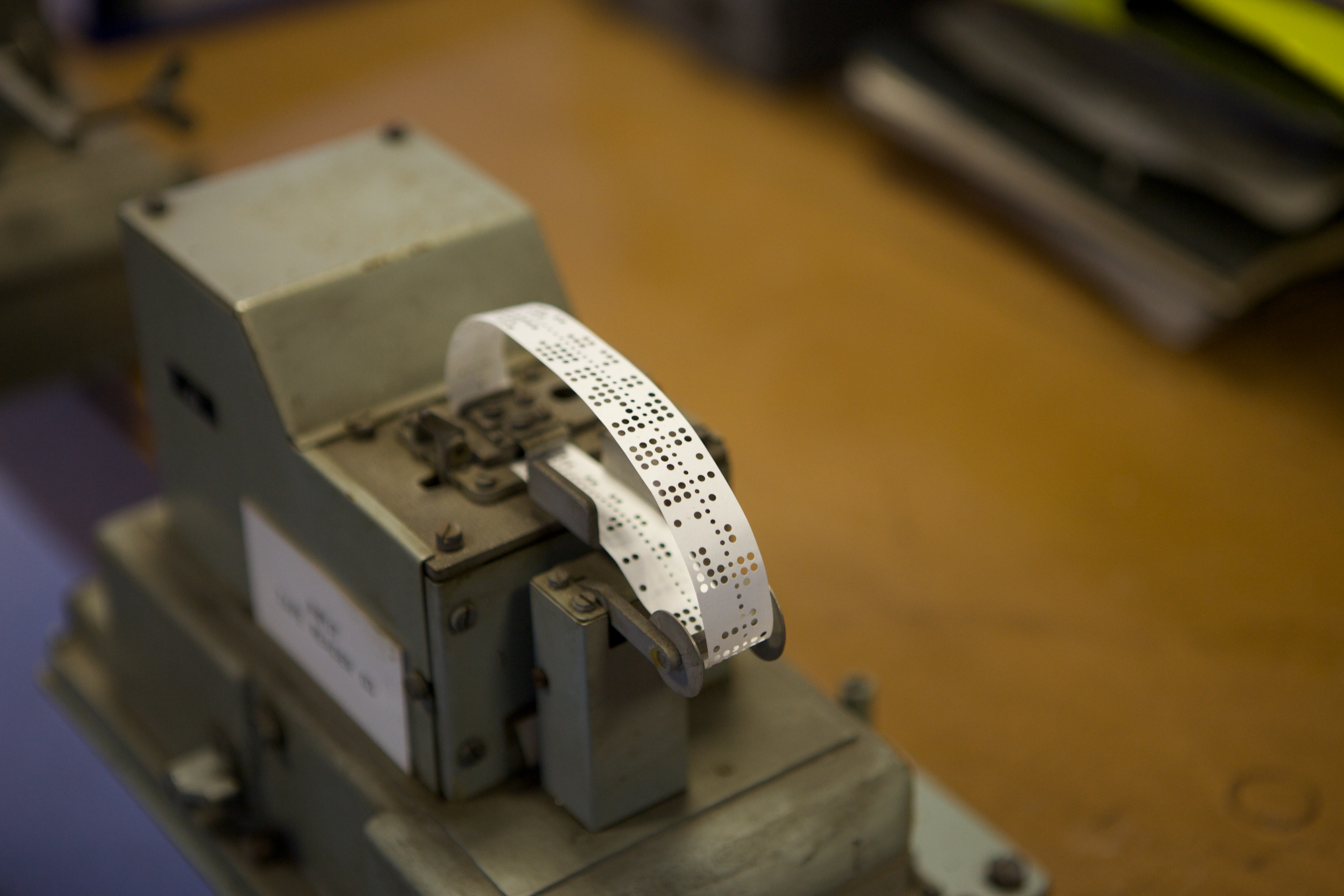
Harwell 電腦上的紙帶讀取器，使用一小段的五孔打孔帶連接成一個圓圈，產生一個實體程式循環

打孔帶（英語：punched tape 或 perforated paper tape）是一種儲存裝置，由上面被打孔的長條紙組成。打孔帶在現今已經過時，但在20世紀的很長一段時間中曾被廣泛用來做電傳打字機的通訊、作為1950年代與1960年代電腦的輸入以及後來迷你電腦與數值控制工具機的儲存媒體。
打孔帶和打孔卡鏈在 18 世紀時被用來控制織布機。1842年開始用於電報系統。第二次世界大戰期間，採用光學解讀方法的高速打孔帶系統被用於密碼破解系統。穿孔帶用於傳輸資料以製造唯讀記憶體晶片。

## 歷史

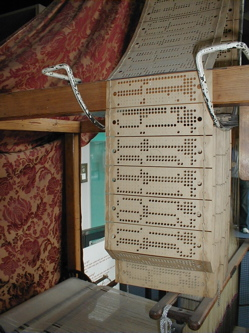
由打孔卡組成的卡鏈，用於提花織布機。每張卡片邊緣上的大孔是鏈輪孔，用於將卡鏈拉過織布機。

1725年，Basile Bouchon首次使用打孔帶來控制織布機。然而，這種紙帶的製造成本昂貴、十分易碎且難以修復。到了1801年，約瑟夫·瑪麗·賈卡爾 (Joseph Marie Jacquard)開發了透過依序將打孔卡綁在提花織機上來製造紙帶的機器。由此產生的紙帶，也稱為“卡鏈”，更堅固且更易於製造和修復。這導致了一種概念，即不是將數據作為單個卡流進行通信，而是作為一張“連續卡”（或磁帶）。在整個 19 世紀，由打孔卡製成的紙帶被廣泛用於控制織機。許多專業刺繡操作仍然將那些創建設計和機器圖案的個人稱為打孔者，儘管打孔卡片和紙膠帶最終在 1990 年代被淘汰。
1842年，克勞德·塞特爾（Claude Seytre）的一項法國專利描述了一種從穿孔紙卷中讀取數據的鋼琴演奏設備。到 1900 年，用於演奏鋼琴的寬孔樂譜卷被用於將流行音樂分發到大眾市場。
1846年，亞歷山大·貝恩（Alexander Bain）使用穿孔膠帶發送電報。該技術於1857年被查理斯·惠斯通（Charles Wheatstone）採用，用於惠斯通系統，用於電報數據的自動準備，存儲和傳輸。